# Dagoberto Valdés Hernández
Dagoberto Valdés Hernández (* 4. srpna 1955, Pinar del Río, Kuba) je kubánský katolický intektuál, občanský aktivista a zakladatel časopisů Vitral (Vitráž) a Convivencia (Soužití). Jeho občanská angažovanost vedla k tomu, že po deset let (1996–2006) mohl pracovat jen při sběru palmových listů.

## Životopis
Po maturitě v roce 1974 plánoval studium sociologie, což mu ale režim znemožnil. Věřícím bylo tehdy na Kubě povoleno studovat pouze vědecké či technické obory. Roku 1980 tak absolvoval agronomické inženýrství na Univerzitě v Pinar del Río. Na téže univerzitě pak přednášel jako hostující profesor a účastnil se také výzkumu v oblasti zemědělské mechanizace.
Po 16 let pracoval v Tobacco Enterprise v Pinar del Río. V květnu roku 1996 byl však z práce vyhozen kvůli tomu, že byl šéfredaktorem katolického magazínu Vitral. Za svou občanskou angažovanost byl potrestán deset let trvajícím přeřazením mezi dělníky pracující na poli při sběru palmových listů využívaných k balení tabáku.
V červnu 2006 opět mohl pracovat jako inženýr při kontrole kvality tabáku. V únoru 2007 však ze zaměstnání odešel, protože v něm byl i nadále diskriminován.

## Působení v církvi
V září 1987 se Valdés účastnil 25. světového kongresu Mezinárodního hnutí katolických intelektuálů (MIIC-Pax Romana) v Římě.
Podílel se na přípravách návštěvy Jana Pavla II. na Kubě, kam tento papež přijel v lednu 1998. Setkal se s ním celkem čtyřikrát, v letech 1999-2005 jej papež jmenoval členem Papežské rady pro spravedlnost a mír ve Vatikánu.
V roce 2005 byl jmenován viceprezidentem Institutu kubánských studií (IEC) na univerzitě v americkém Miami. V dubnu 2007 se stal jeho prezidentem.

## Ocenění
Dagoberto Valdés obdržel řadu mezinárodních cen za činnost pro církev a občanskou společnost, např.:
- Cena Prince Clause za kulturu a rozvoj (1999), od nizozemského královského páru za časopis Vitral
- Cena Jana Karského za odvahu a soucit, Washington D.C. (2004)
- Cena Tolerancia Plus (2007), od skupin kubánské občanské společnosti, první ocenění na Kubě

## Návštěvy ČR a SR

### Česká republika
V roce 2004 Valdése v Praze, kam jej pozval tehdejší arcibiskup Miloslav Vlk, přijal někdejší prezident Václav Havel.
V září 2013 byl hostem Fora 2000 a sešel se s biskupem Václavem Malým, který se s ním setkal již při své cestě na Kubu o deset let dříve.

### Slovensko
V říjnu 2013 pak Valdés cestoval na Slovensko, kde jej přijal mj. místopředseda slovenského parlamentu a předseda KDH Ján Figeľ.